# Per Teodor Cleve
Per Teodor Cleve, född 10 februari 1840 i Stockholm, död 18 juni 1905 i Uppsala, var en svensk kemist, geolog och oceanograf. Han upptäckte grundämnena holmium och tulium.

## Biografi
Per Teodor Cleve tillhörde släkten Cleve, som var en familj med tyskt ursprung och som kom till Sverige på 1760-talet. Hans far, Fredrik Teodor Cleve (1798–1872) var stadsmäklare och grosshandlare i Stockholm.
Per Cleve blev 1858 student vid Uppsala universitet.

### Karriär
Cleve blev år 1860 amanuens vid universitetets mineraliekabinett, 1863 filosofie doktor, och samma år docent i organisk kemi. 1870 adjunkt vid Teknologiska institutet i Stockholm och var 1874–1905 professor i kemi i Uppsala.
Inom kemin utförde han undersökningar över ammoniakaliska krom- och platinaföreningar och över naftalinderivat, publicerade i Vetenskapsakademiens och Vetenskapssocietetens i Uppsala publikationer. Hans forskningsresultat angående naftalinderivaten fick grundläggande betydelse för kännedomen om en del tjärfärgämnen. Mest betydande är hans många och omfattande undersökningar över de sällsynta jordartsmetallerna. Han upptäckte grundämnena holmium och tulium 1879. Han var också, tillsammans med Abraham Langlet, den förste att bestämma grundämnet heliums atomvikt.
I geologiskt syfte företog Cleve 1868–1869 som letterstedtsk stipendiat en resa till Nordamerika och Västindien, och han upprättade en geologisk karta över de nordöstra Antillerna, vilkas geologi han beskrev i uppsatsen On the Geology of the North-Eastern West India Islands (1872, i Vetenskapsakademiens handlingar). Redan under studenttiden ägnade sig han ivrigt åt studiet av sötvattensalgerna, utgav uppsatser och monografier över desmidiacéerna, zygnemacéerna och i synnerhet över diatomacéerna. Genom mikroskopisk undersökning av de fossila diatomacéerna i nordtyska, danska, finländska och svenska avlagringar skapade han en metod för avgörande av de postglaciala avlagringarnas natur och ålder. Studiet av de pelagiska diatomacéerna förde honom in på oceanografins område, och från 1893 sökte han genom studiet av samtliga planktonorganismer erhålla metoder att utreda cirkulationen i oceanerna. 
Cleve blev 1871 ledamot av Vetenskapsakademien, 1875 av Vetenskapssocieteten i Uppsala, 1880 av danska och 1892 av norska videnskabsselskabet samt 1882 av Fysiografiska sällskapet i Lund. Han blev hedersledamot av Royal Microscopical Society 1879, av Chemical Society 1883 och av Royal Institution i London 1904. Han erhöll 1894 av Royal Society Davymedaljen och kreerades 1891 till juris hedersdoktor i Glasgow. Han var 1900–1905 ordförande i Vetenskapsakademiens nobelkommitté för kemi. Efter honom uppkallade Adolf Erik Nordenskiöld mineralet cleveit.

## Personligt

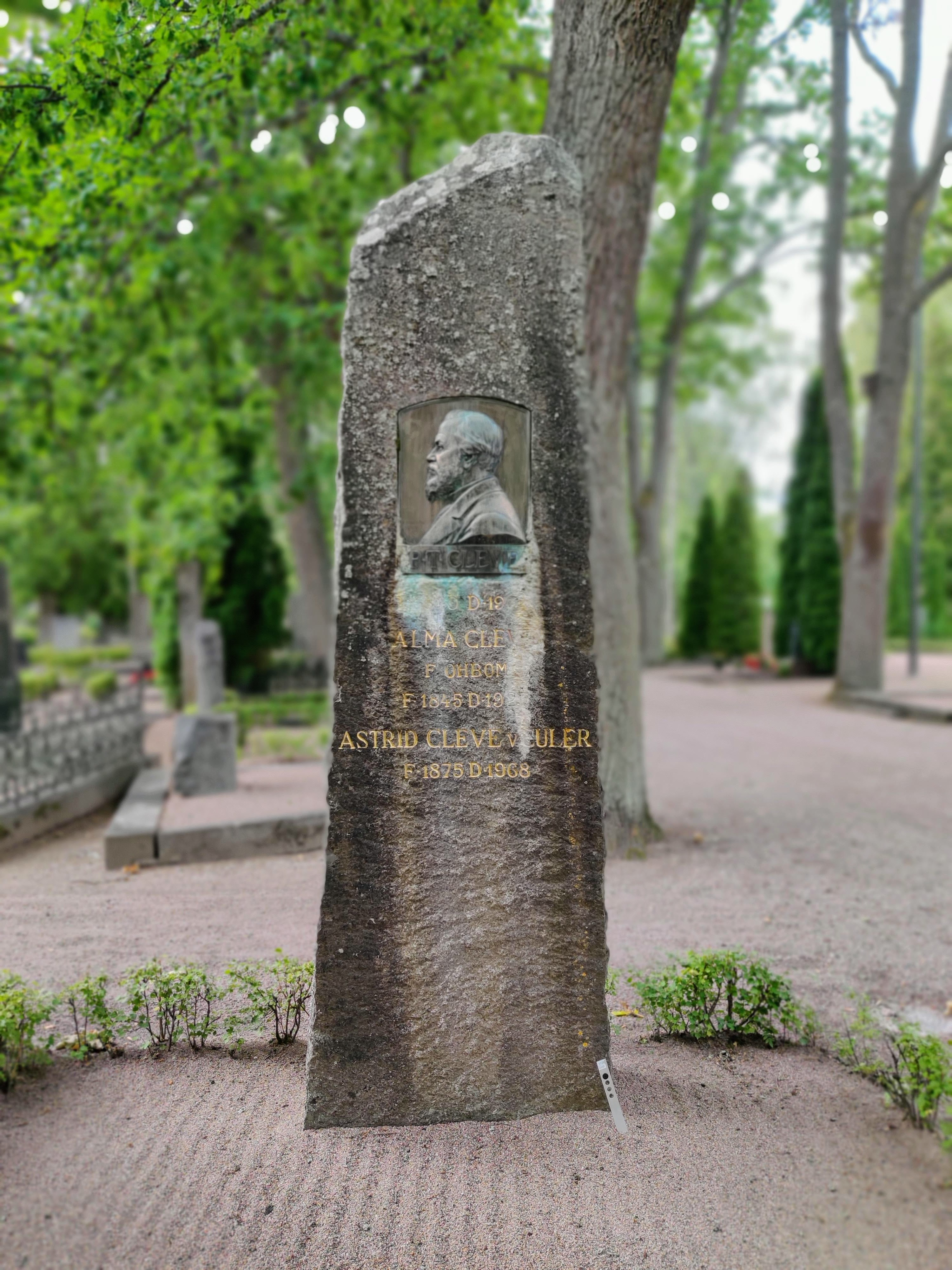
gravvård Uppsala gamla kyrkogård

År 1874 gifte han sig med författaren Alma Öhbom med vilken han fick döttrarna Astrid Cleve, Agnes Cleve och Célie Brunius. Vidare var han morfar till nobelpristagaren Ulf von Euler.
Per Teodor Cleve ligger begravd på Uppsala gamla kyrkogård.